# Puy-l’Évêque
Puy-l’Évêque (okzitanisch: Puèg l’Avesque) ist eine südfranzösische Gemeinde mit 1.870 Einwohnern (Stand: 1. Januar 2022) im Département Lot in der Region Okzitanien. Die Gemeinde gehört zum Arrondissement Cahors und ist der Hauptort des Kantons Puy-l’Évêque. Die Einwohner werden Puy-l’Évêquois genannt.

## Geographie

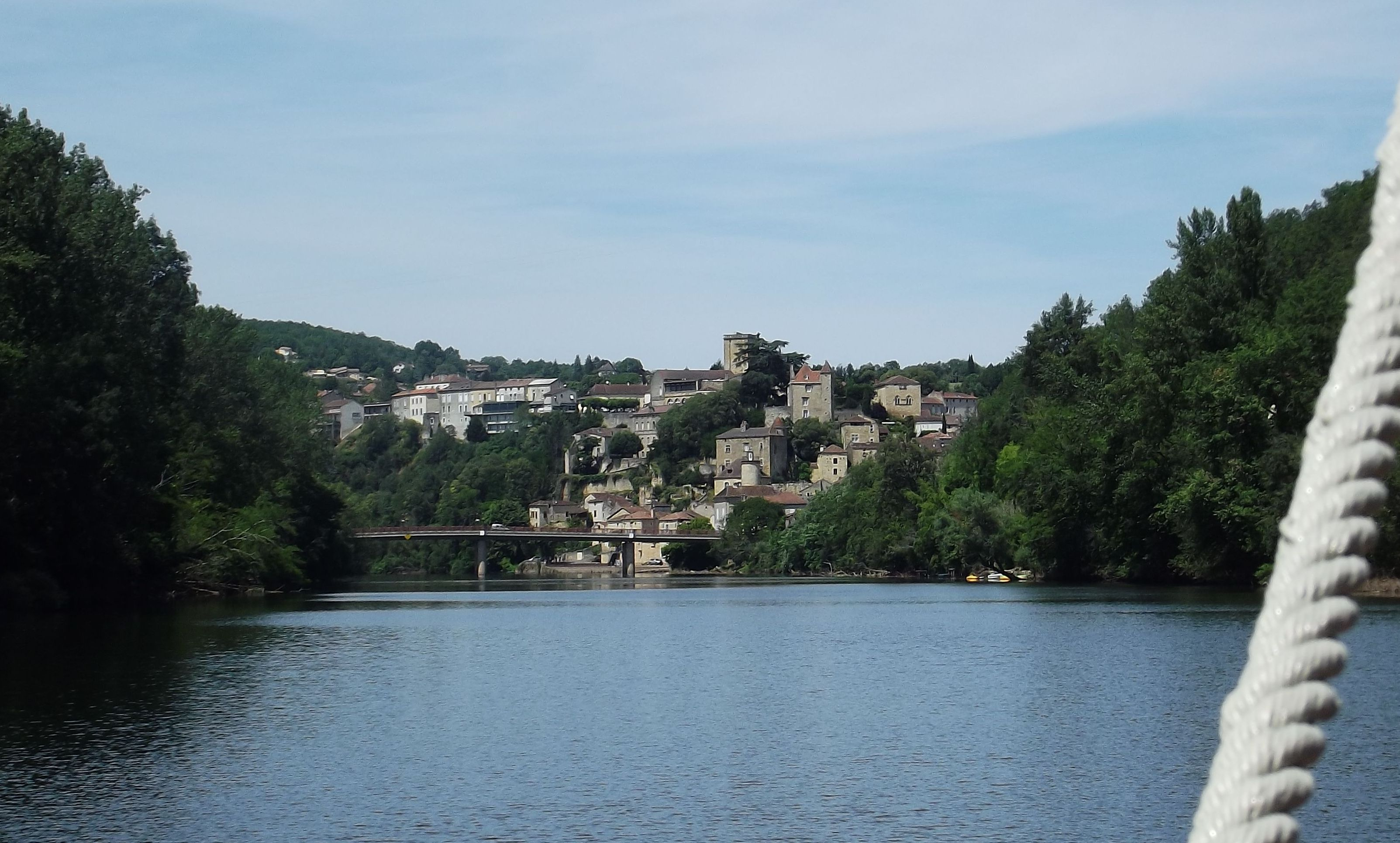
Blick auf Puy-l’Évêque

Puy-l’Évêque liegt am Nordufer des Flusses Lot in der alten Kulturlandschaft des Quercy. Umgeben wird Puy-l’Évêque von den Nachbargemeinden Cassagnes im Norden, Pomarède im Nordosten, Prayssac und Pescadoires im Osten, Grézels im Süden und Südosten, Floressas im Süden, Vire-sur-Lot im Südwesten, Duravel im Westen sowie Montcabrier im Nordwesten.
Durch die Gemeinde führt die frühere Route nationale 111 (heutige D811).

## Geschichte
Die Geschichte des Ortes ist unklar. Obwohl sich durch die Gemeinde eine Römerstraße zieht, wird die Ortschaft erst als Hochburg der Katharer vor dem Beginn des Albigenserkreuzzugs bekannt.

### Bevölkerungsentwicklung
| Jahr      | 1962 | 1968 | 1975 | 1982 | 1990 | 1999 | 2006 | 2017 |
| Einwohner | 2147 | 2261 | 2353 | 2302 | 2209 | 2159 | 2178 | 1973 |

## Sehenswürdigkeiten
- Kirche Saint-Sauveur, Ende des 14. Jahrhunderts erbaut, Monument historique
- Kirche Saint-Pierre-ès-Liens in Martignac, im 13. Jahrhundert errichtet, Monument historique seit 1943
- Kirche Saint-Saturnin in Cazes, im 18. Jahrhundert erbaut, seit 2003 Monument historique
- Kapelle Saint-Michel aus dem 17. Jahrhundert
- Kapuzinerkonvent
- früheres Pfarrhaus, Ende des 15., Anfang des 16. Jahrhunderts erbaut
- Kalvarie
- Donjon aus dem 13. Jahrhundert
- Schloss Lychairie, Ende des 13., Anfang des 14. Jahrhunderts erbaut
- Schloss Bovila
- Schloss Beauregard
- Schloss Le Cayrou, im 14. Jahrhundert erstmals erwähnt
- Schloss Bar in Courbenac, im Mittelalter errichtet, umgebaut im 16. und 18. Jahrhundert
- Mühlen aus dem 18. Jahrhundert
- Renaissance-Kastell
- Wehrhaus Le Méouré

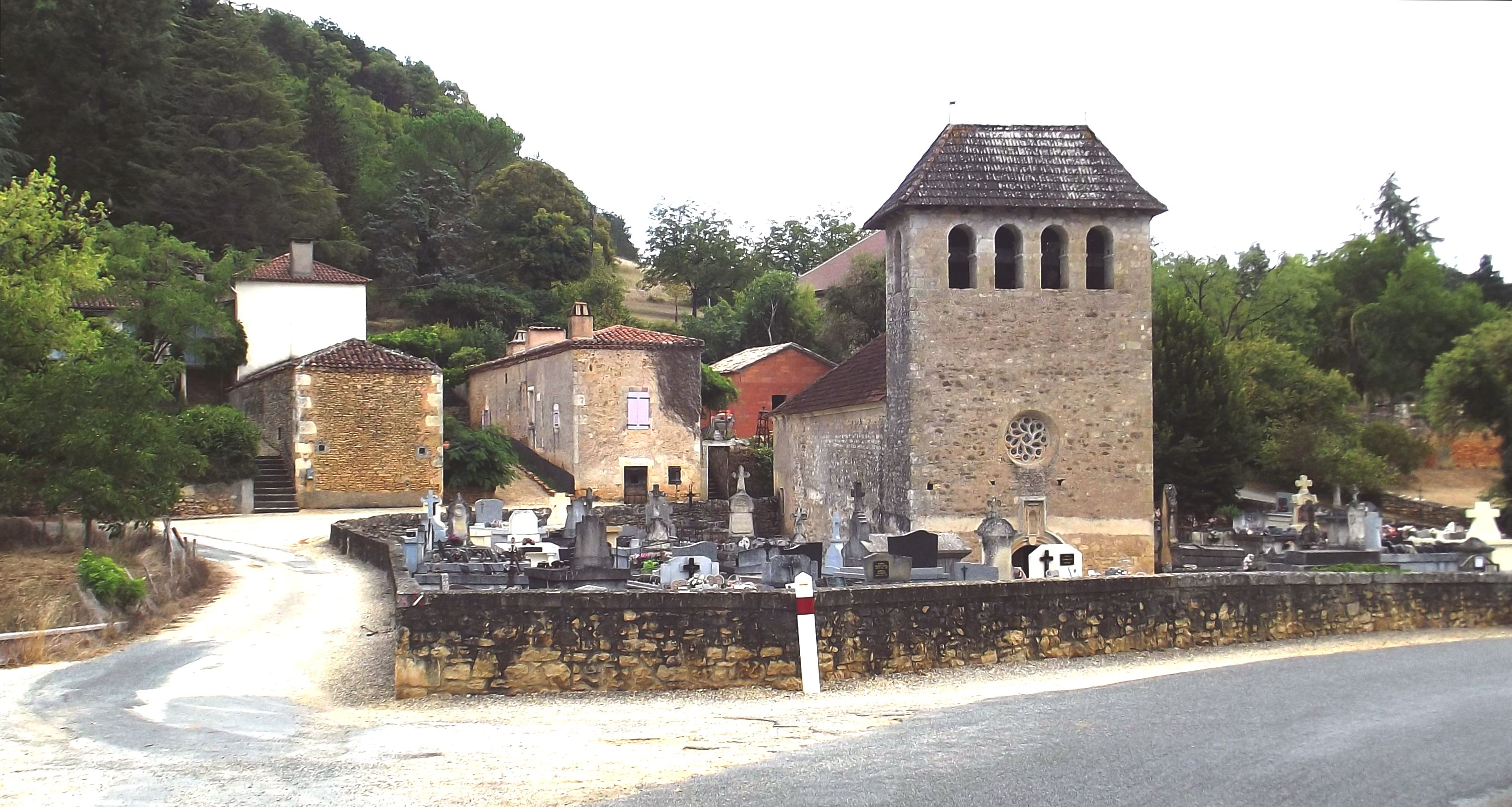
Kirche Saint-Saturnin in Cazes
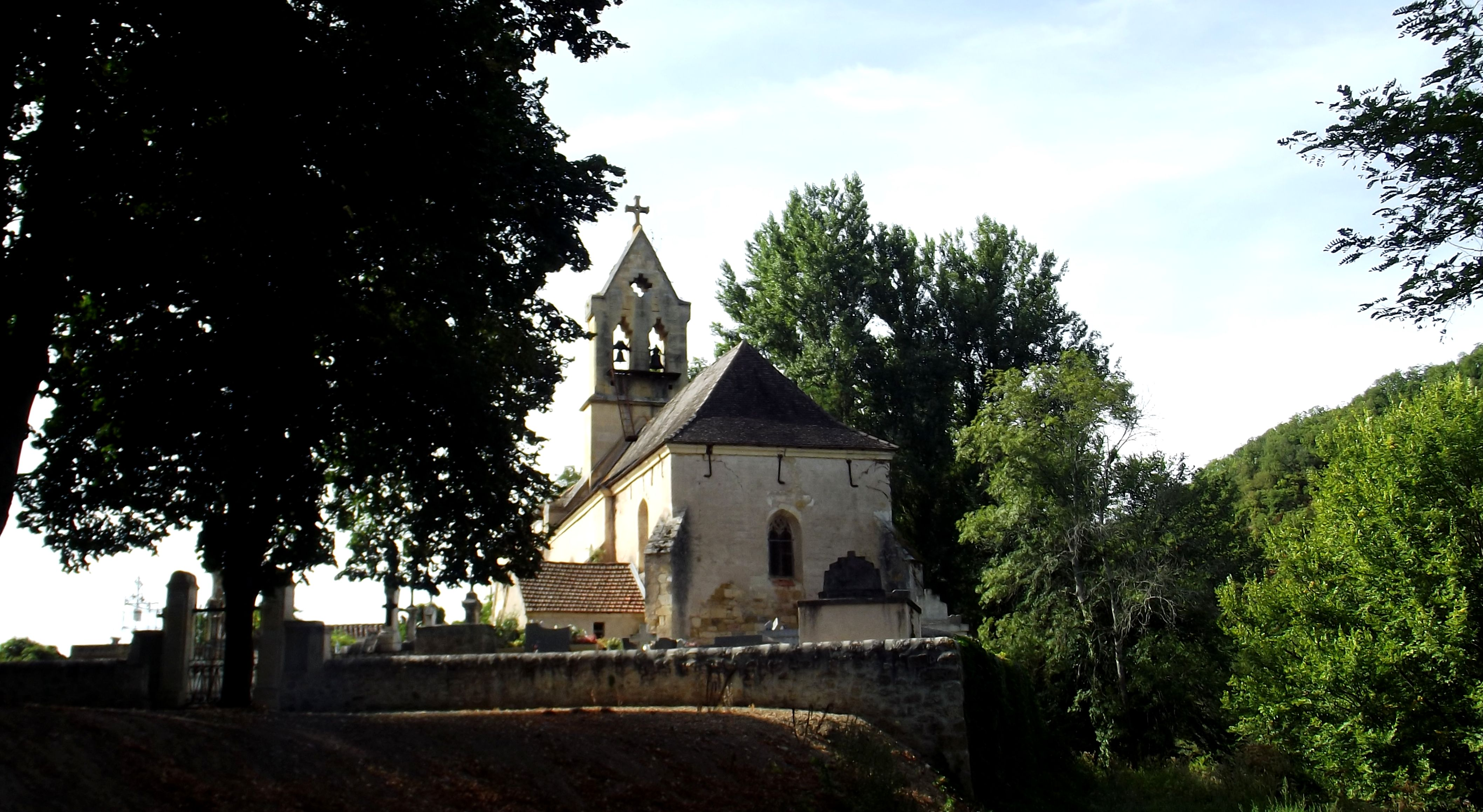
Kirche in Courbenac
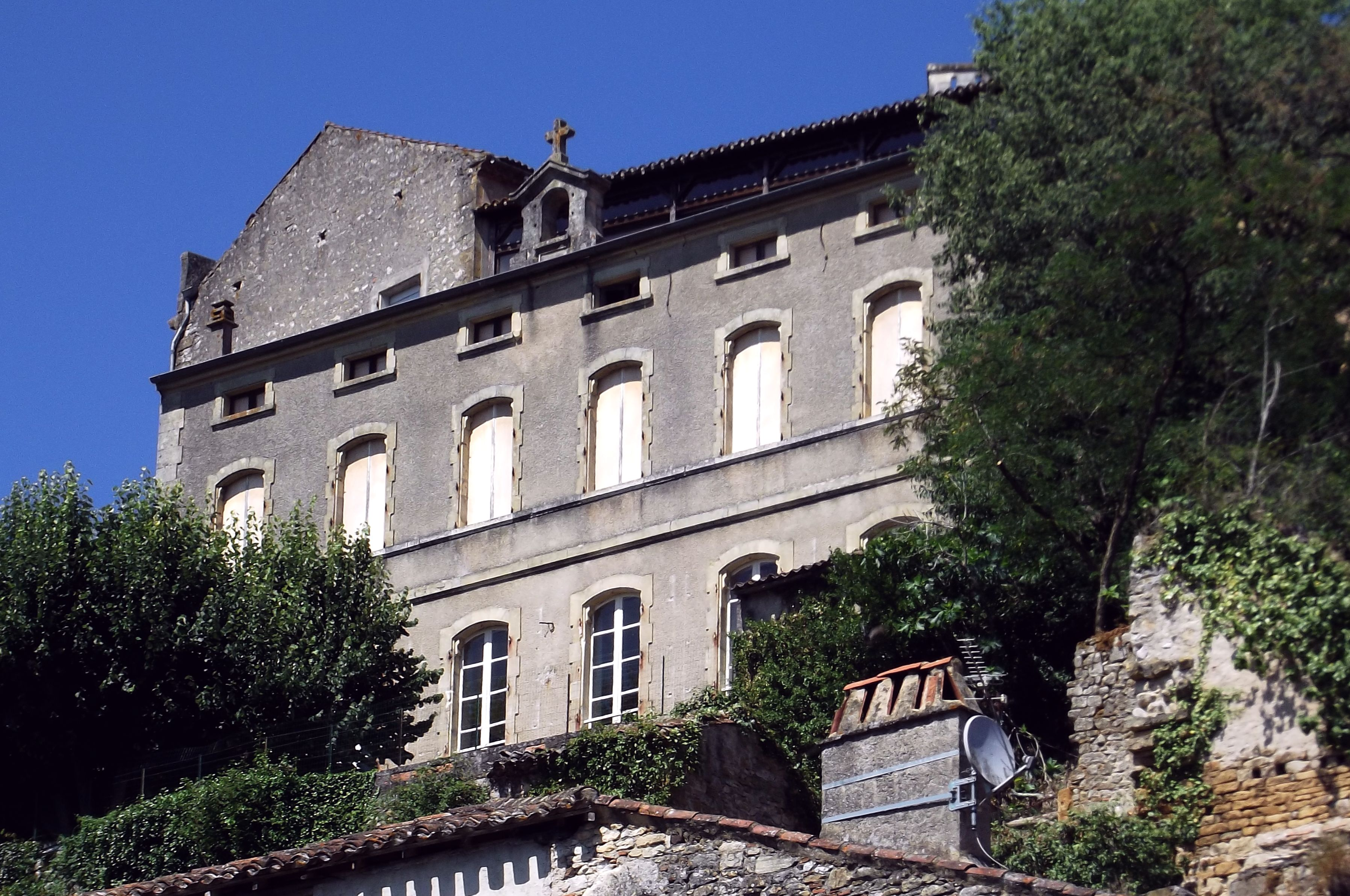
Kapuzinerkonvent
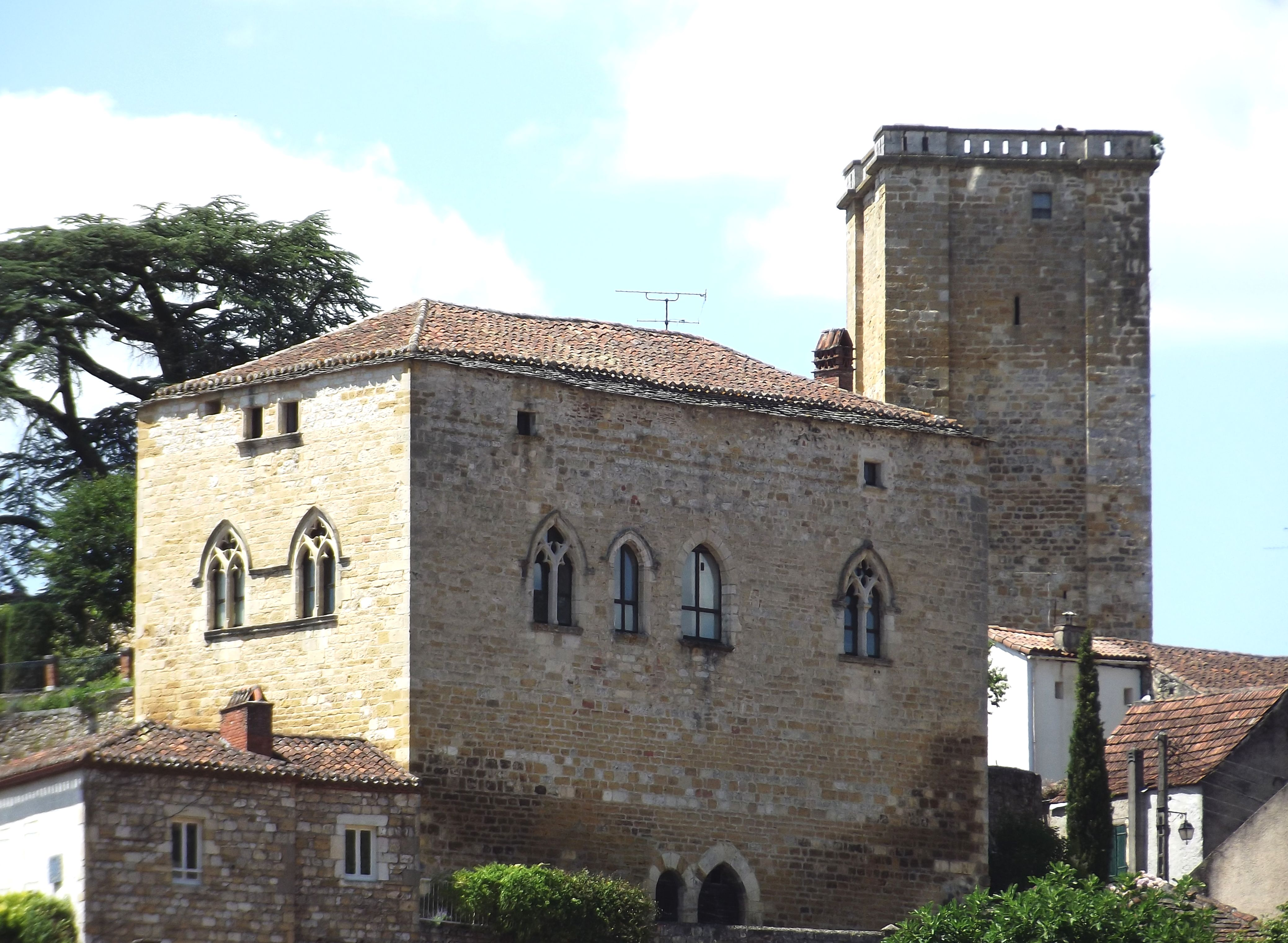
Schloss Lychairie
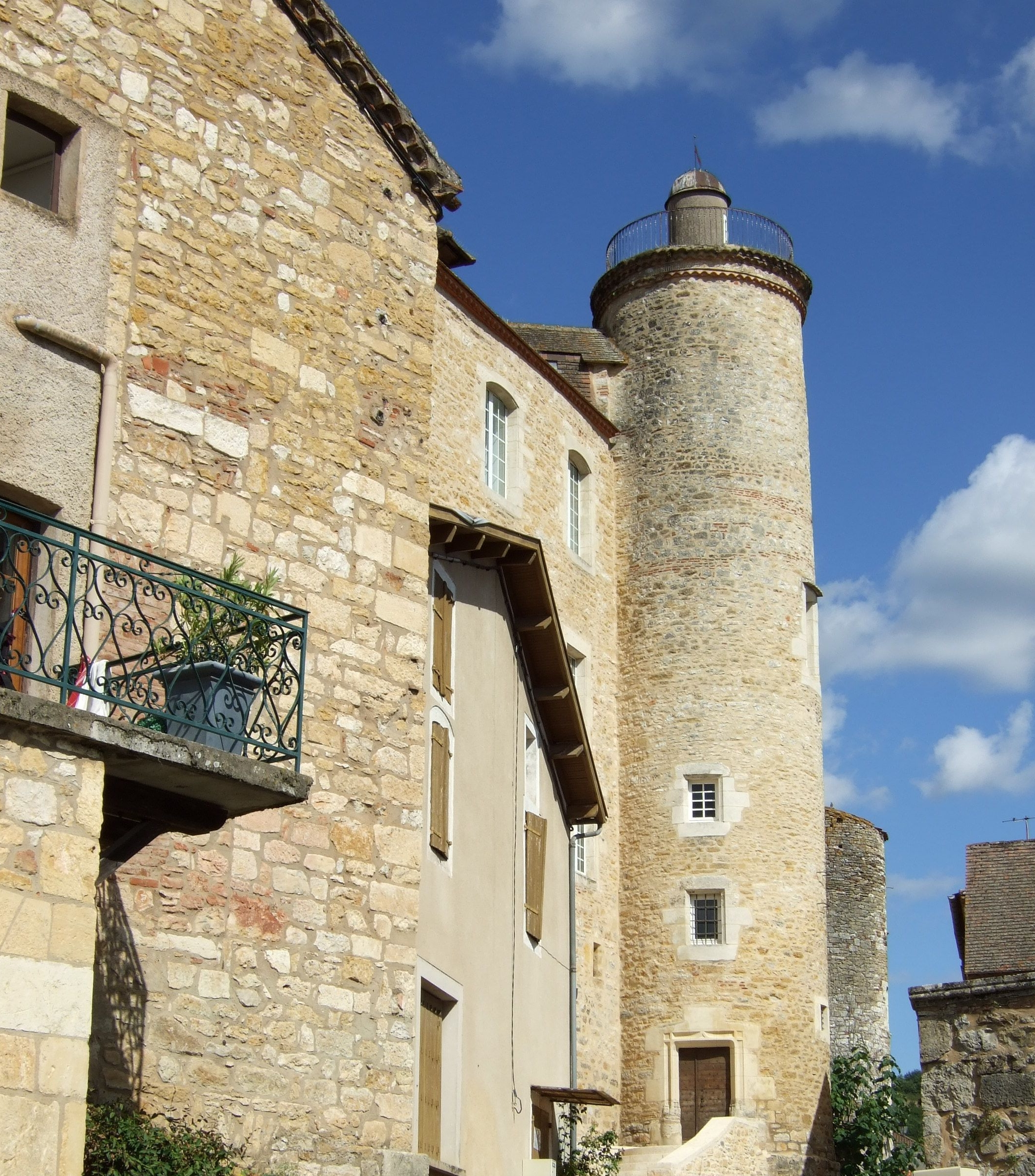
Schloss Beauregard
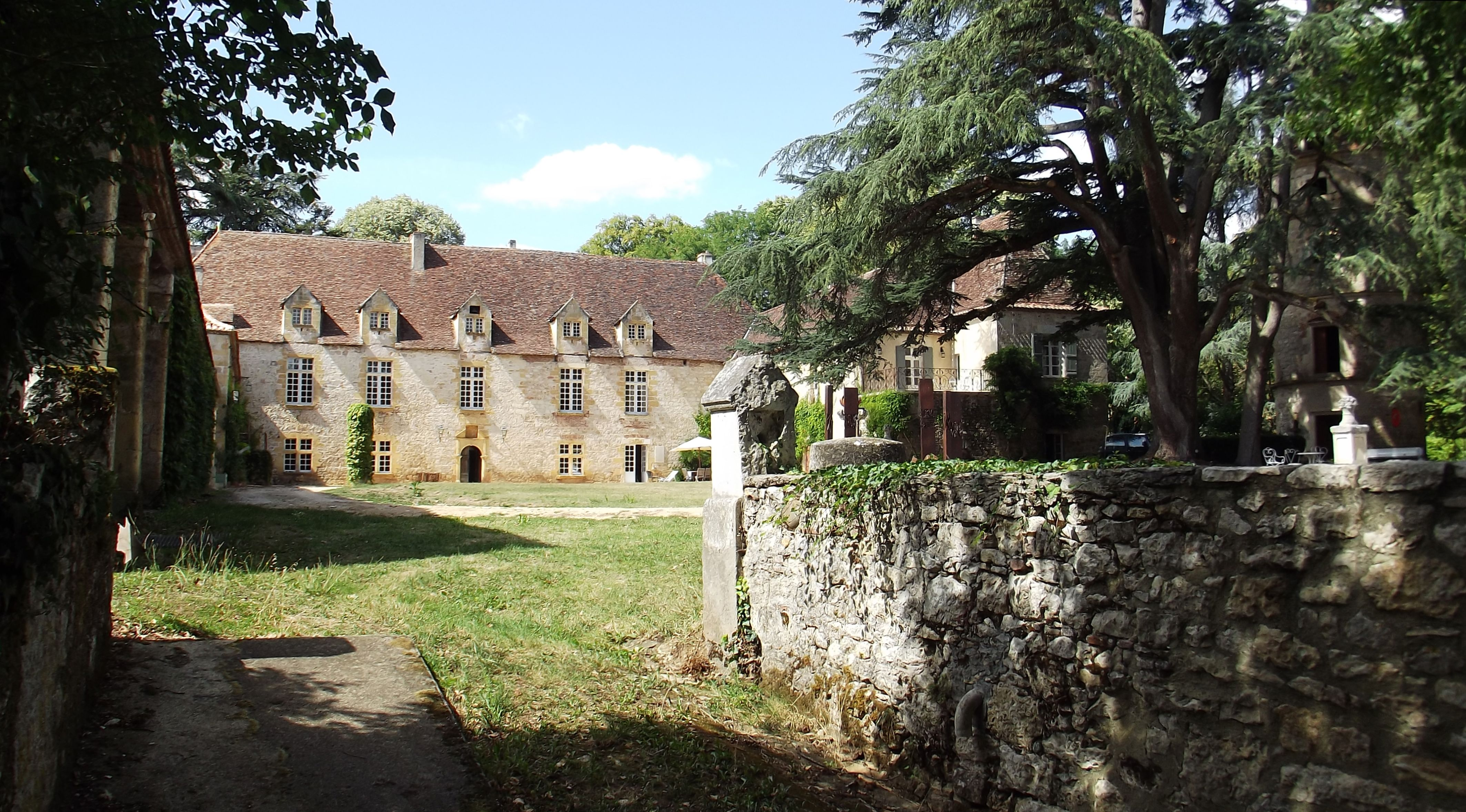
Schloss Le Cayrou

## Gemeindepartnerschaften
Mit der belgischen Gemeinde Héron in Wallonien besteht seit 2007 eine Partnerschaft.